# Aliturus fusculus
Aliturus fusculus är en skalbaggsart som beskrevs av Leon Fairmaire 1904. Aliturus fusculus ingår i släktet Aliturus och familjen långhorningar.
Artens utbredningsområde är Madagaskar. Inga underarter finns listade i Catalogue of Life.